# 柴田白葉女
柴田 白葉女（しばた はくようじょ、1906年9月25日 - 1984年6月24日）は、俳人。本名は初子。

## 経歴
兵庫県出身、東北帝国大学文学部国文科卒。父井上白嶺の指導を受け、1932年より飯田蛇笏に師事。蛇笏の「雲母」同人となり、高橋淡路女と並んで同誌の代表的女性俳人として活躍。1954年、加藤知世子などとともに「女性俳句」創刊。1962年、「俳句女園」を創刊、主宰。1983年、第七句集『月の笛』により第17回蛇笏賞を受賞。他の句集に『冬椿』『遠い橋』など、また評論集に『女流の俳句』がある。代表的な句に「水鳥のしづかに己が身を流す」「春の星ひとつ潤めばみなうるむ」など。
1984年、千葉県市川市の自宅に一人でいた際に強盗に襲われ殺害された。77歳。犯人は強盗傷害の前科があり、服役中に俳句に凝っていて白葉女のことをよく知ったうえでの犯行であった。

## 関連文献
- 栗林浩 『続々 俳人探訪』 文學の森、2011年7月